# 落潮井镇
落潮井乡，是中华人民共和国湖南省湘西土家族苗族自治州凤凰县下辖的一个乡镇级行政单位。

## 行政区划
落潮井乡下辖以下地区：
落潮井村、勾良村、高堰村、高云洞村、大田垅村、唐家桥村、牛堰村、龙塘村、报国村、铜岩村、武岗村、板帕村和报木树村。